# Quintus Caecilius (Atticus' oom)
Quintus Caecilius was een eques, die een vriend van Lucius Licinius Lucullus en de oom van Titus Pomponius Atticus.
Hij wierf zich een groot fortuin door het lenen van geld aan interest. De oude woekeraar had zo'n wispelturig karakter, dat enkel zijn neef Atticus hem kon verdragen. Deze werd daarom dan ook door hem geadopteerd bij testament en verwierf zo een fortuin van maar even tien miljoen sestertii toen deze in 57 v.Chr. stierf.

## Antieke bronnen
- Cornelius Nepos, Att. 5.
- Cicero, ad Att. I 1, 12, II 19, 20, III 20.